# Metzerlen-Mariastein
Metzerlen-Mariastein je obec ve švýcarském kantonu Solothurn. Současný název obce byl oficiálně zaveden v roce 2003; dříve se obec jmenovala Metzerlen. Místní část Mariastein se stejnojmenným benediktinským klášterem je významným poutním místem. Žije zde 933 obyvatel.

## Geografie

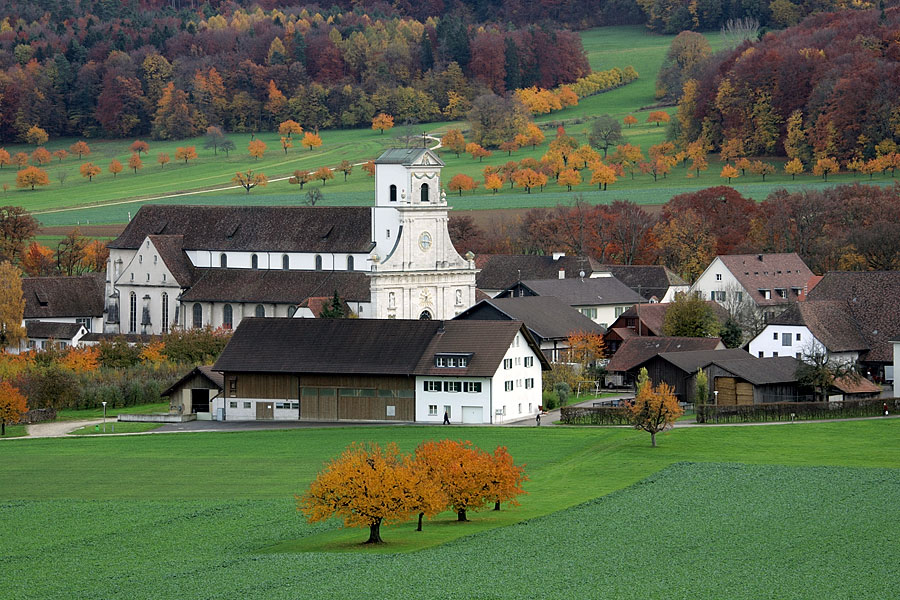
Klášter Mariastein

Metzerlen-Mariastein leží v nadmořské výšce 526 m, vzdušnou čarou 14 km jihozápadně od Basileje. Obec Metzerlen se nachází na mírném severním svahu na severním úpatí masivu Blauen, nad náhorní plošinou Metzerlenu, v solothurnské exklávě v zadním údolí Leimental, v blízkosti hranic s Francií.
Území obce o rozloze 8,5 km² pokrývá část severního Jury. Severní hranice vede po zalesněném hřebeni Usserholz (581 m n. m.), jurského záhybu před masivem Blauen. Odtud se území obce rozprostírá jižním směrem přes podélnou sníženinu Metzerlen-Mariastein, která je místy široká více než 1 km. Tvoří ji synklinála, která je od třetihor vyplněna erozním materiálem a pokryta spraší. Východní hranice obce leží na okraji srázu před strmým spádem do rokle potoka Binnbach.
Na jihu přiléhá k náhorní plošině Metzerlenu antiklinála masivu Blauen. V oblasti Metzerlenu se jeho severní svah dělí na tvrdé vápencové vrstvy Chöpfli (701 m n. m.) a Gobenrain a měkčí, erodované jílovité a bahenní vrstvy údolí Bättetal. Jižní hranice obce probíhá po hřebeni Blauenu; na Challplatten se ve výšce 875 m n. m. nachází nejvyšší bod Metzerlen-Mariastein. Západní hranici tvoří údolí pramenného potoka Birsig, které začíná u průsmyku Challhöchi. V roce 2014 tvořila 8 % rozlohy obce zastavěná plocha , 46 % lesy a lesní pozemky a 46 % zemědělství.
Metzerlen-Mariastein se skládá z částí Metzerlen (526 m n. m.) a Mariastein (512 m n. m.) na náhorní plošině západně od soutěsky v povodí potoka Binnbach a několika jednotlivých zemědělských podniků. Sousedními obcemi Metzerlen-Mariastein jsou Hofstetten-Flüh a Rodersdorf v kantonu Solothurn, Blauen, Dittingen, Röschenz a Burg im Leimental v kantonu Basilej-venkov a také Biederthal a Leymen v sousední Francii.

## Historie

Letecký pohled (1950)

Území obce Metzerlen-Mariastein bylo osídleno již v době železné, jak dokládá několik nálezů. První písemná zmínka o obci pochází z roku 1194 a nese název Mezherlon. Později se objevily názvy Metzerlon (1213), Meiszerlo (1278), Mezerlon (1280) a Metzerlenn (1290). Název místa se odvozuje od latinského slova maceriolum (malá zeď).

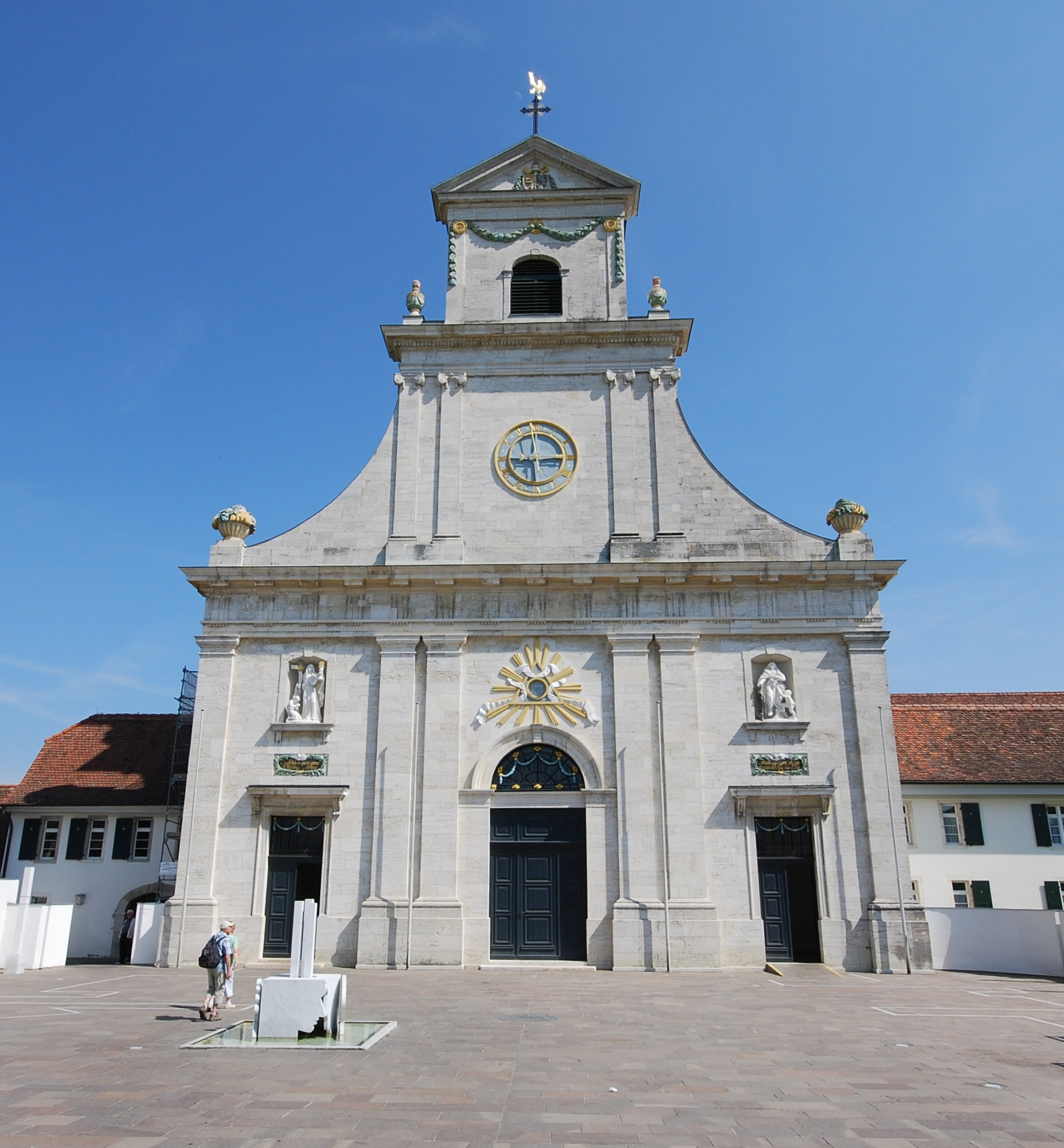
Průčelí kláštera

Metzerlen byl od středověku součástí panství Rotberg. Dlouhou dobu mělo toto panství statut svobodného císařského léna, které bylo přímo podřízeno císaři, proto byl Metzerlen považován za jednu ze sedmi svobodných císařských vsí na Blauen. Panství Rotberg připadlo Solothurnu koupí v roce 1515 a následně bylo přiřazeno k hejtmanství Dorneck a soudnímu okresu Leimental. Po dlouhých jednáních Solothurn povolil přemístění benediktinského kláštera z odlehlého Beinwilu do Mariasteinu. Základní kámen ke stavbě nového kláštera byl položen v roce 1645. Po pádu Staré konfederace (1798) patřil Metzerlen během helvétského období k okresu Dornach a od roku 1803 k okresu Dorneck..
Velká chudoba řemeslníků a nádeníků vedla v 19. století k vlně vystěhovalectví. V průběhu Kulturkampfu byl klášter Mariastein v roce 1874 na základě referenda zrušen a mniši se přestěhovali do Delle ve Francii. Dalším referendem v roce 1970 byl klášter oficiálně obnoven. Když se 1. ledna 2003 sloučily právnické osoby Metzerlenu v jednu obec, změnil se název obce Metzerlen na Metzerlen-Mariastein, což znamenalo, že do rejstříku obcí byla nyní zahrnuta i známá vesnice Mariastein.

## Obyvatelstvo
| Vývoj počtu obyvatel | Vývoj počtu obyvatel | Vývoj počtu obyvatel | Vývoj počtu obyvatel | Vývoj počtu obyvatel | Vývoj počtu obyvatel | Vývoj počtu obyvatel | Vývoj počtu obyvatel | Vývoj počtu obyvatel | Vývoj počtu obyvatel | Vývoj počtu obyvatel | Vývoj počtu obyvatel | Vývoj počtu obyvatel | Vývoj počtu obyvatel | Vývoj počtu obyvatel | Vývoj počtu obyvatel | Vývoj počtu obyvatel | Vývoj počtu obyvatel | Vývoj počtu obyvatel | Vývoj počtu obyvatel |
| -------------------- | -------------------- | -------------------- | -------------------- | -------------------- | -------------------- | -------------------- | -------------------- | -------------------- | -------------------- | -------------------- | -------------------- | -------------------- | -------------------- | -------------------- | -------------------- | -------------------- | -------------------- | -------------------- | -------------------- |
| Rok                  | 1739                 | 1798                 | 1850                 | 1860                 | 1870                 | 1880                 | 1888                 | 1900                 | 1910                 | 1920                 | 1930                 | 1941                 | 1950                 | 1960                 | 1970                 | 1980                 | 1990                 | 2000                 |                      |
| Počet obyvatel       | 290                  | 339                  | 482                  | 484                  | 541                  | 519                  | 487                  | 522                  | 545                  | 570                  | 581                  | 589                  | 619                  | 610                  | 661                  | 720                  | 743                  | 817                  |                      |

96,6 % obyvatel mluví německy, 0,7 % anglicky a 0,6 % francouzsky (stav v roce 2000). V roce 1850 žilo v Metzerlen-Mariastein celkem 482 obyvatel a v roce 1900 522 obyvatel. V průběhu 20. století počet obyvatel pomalu, ale trvale rostl (v roce 1980 zde žilo 720 obyvatel).

## Hospodářství
Obec se nachází ve hospodářském regionu severozápadního Švýcarska a těží z blízkosti města Basileje. Nabízí velké množství pracovních míst v mnoha malých a středních podnicích.

## Doprava
Obec se nachází mimo hlavní dopravní tepny na spojovací silnici z Oberwilu přes Challhöchi do Laufenu. Obec je napojena na síť veřejné dopravy prostřednictvím linky Postbusu, která jezdí z nádraží Flüh do Metzerlenu. Ve vybraných denních dobách jezdí postbus z Mariasteinu do Laufenu.